# Око

Схематична будова ока людини

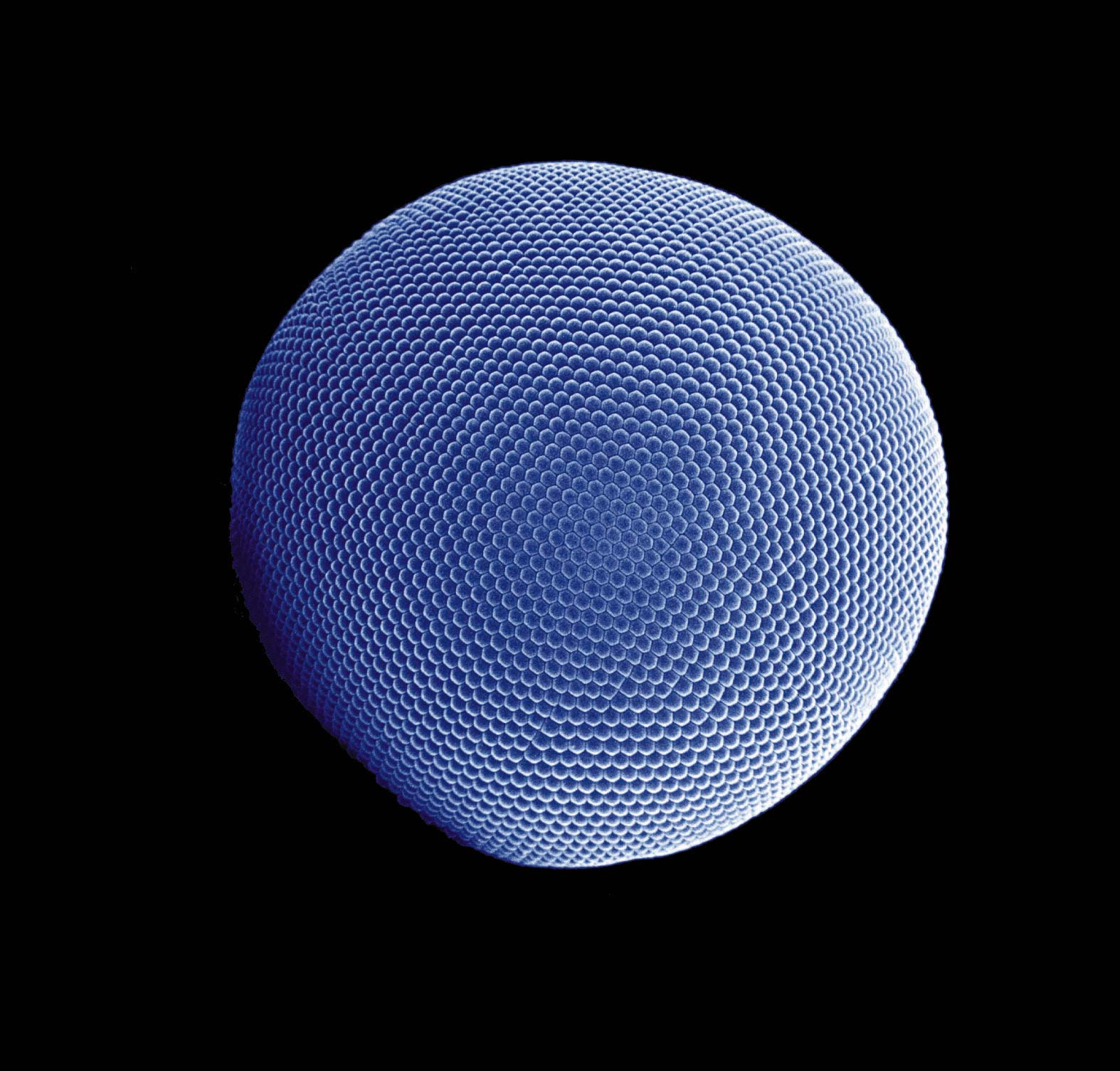
Складне око антарктичного криля

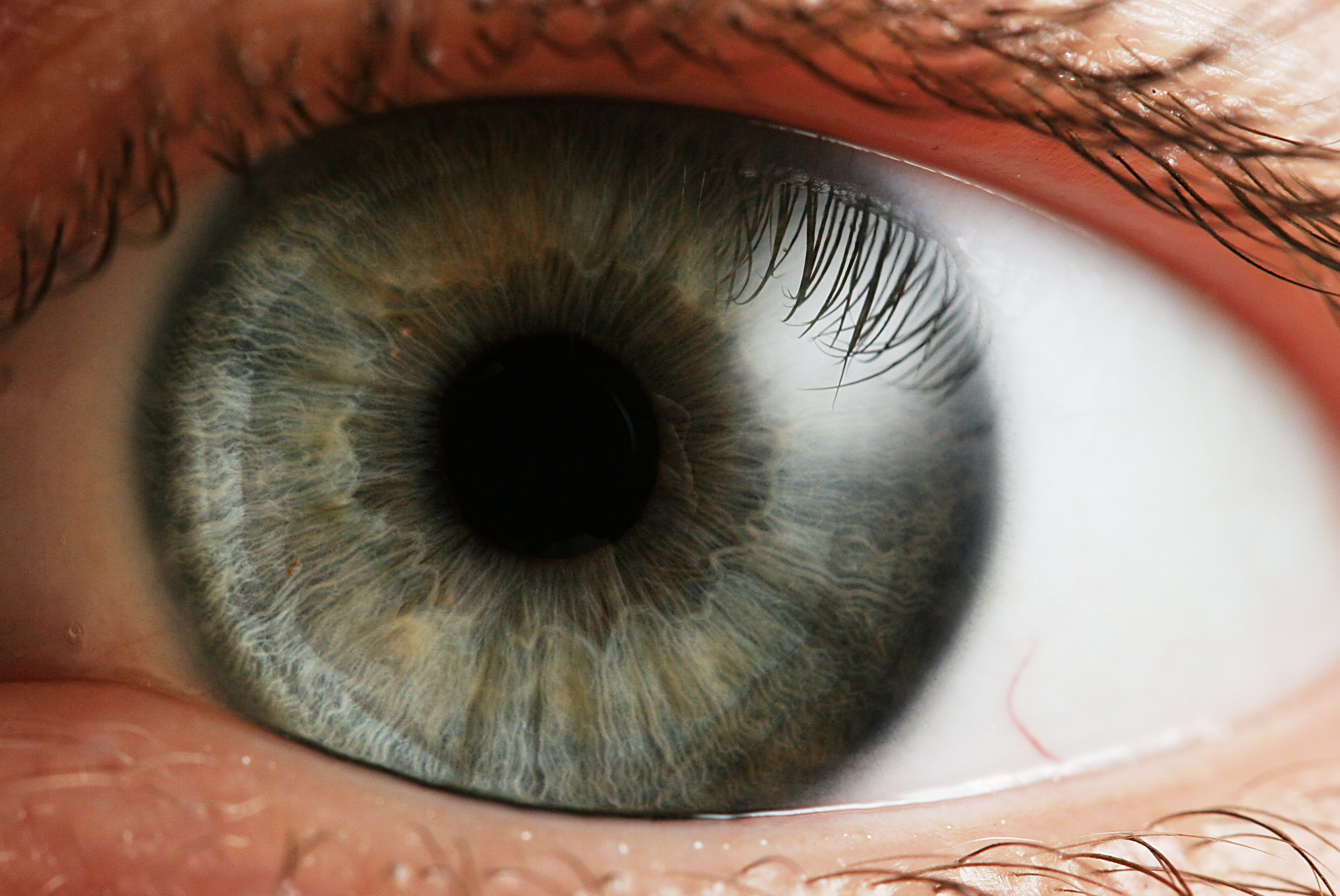
Індивідуальний малюнок райдужної оболонки ока, який забезпечується волокнами м'яза, пігментом меланіном та судинною сіткою.

О́ко (лат. oculus) — парний сенсорний орган (орган зорової системи) людини і тварин, що має здатність сприймати світло (електромагнітне випромінювання у видимому діапазоні) довжин хвиль і забезпечує функцію зору. Крізь очі надходить ≈ 90% інформації з навколишнього світу.
Око міститься в очній ямці черепа (орбіті). Воно складається з двох частин: очного яблука і допоміжного апарата ока. Очне яблуко має кулясту форму, що дозволяє йому рухатись у межах очної ямки.

## Будова ока
Зорова система складається з периферичного відділу (органа зору — ока), провідникового відділу (зорового нерва) і центрального відділу (основу становить зоровий центр кори головного мозку.
Орган зору людини — око — це унікальний і дуже складний орган. У людей зазвичай два ока, і тому зір бінокулярний, або стереоскопічний. Кожне око розташоване в очній ямці черепа (орбіті), має кулясту форму з опуклішою передньою частиною і тому ще називається очним яблуком (bulbus oculi). Така форма ока дає змогу йому рухатися в певних межах очної ямки. Око має три оболонки: 
- зовнішня (білкова),
- середня (судинна)
- внутрішня (сітківка).

### Зовнішня оболонка
Зовнішня оболонка ока включає білкову оболонку, або склеру, і рогівку. Білкова оболонка, або склера, — найщільніша й найміцніша в усьому оці оболонка, що складається зі сполучної тканини, в якій переплелися колагенові та еластичні волокна. Ця оболонка надає очному яблукові форми, тобто виконує опорну функцію. Спереду білкова оболонка переходить у прозору рогівку.
Рогівка — це передня прозора частина ока, лінза. Через рогівку всередину ока проникають світлові промені. Вона має здатність їх заломлювати. Рогівка містить механорецептори, тому дотик до неї спричиняє безумовний рефлекс, який проявляється кліпанням.
Отже, зовнішня оболонка захищає око від механічних і хімічних пошкоджень, від мікроорганізмів, пропускає і заломлює промені світла.

### Середня оболонка
За зовнішньою оболонкою розташована пронизана кровоносними судинами середня (судинна) оболонка. Вона складається з райдужної оболонки або райдужки, циліарного тіла і, власне, судинної оболонки (хоріоідеа).
Райдужна оболонка розташована спереду судинної оболонки і містить пігмент меланін, який зумовлює її забарвлення — від блакитного до темно-коричневого, має вигляд диска з круглим отвором всередині  — зіницею. Завдяки гладеньким м'язам зіниця здатна змінювати свій діаметр, регулюючи кількість світла, що потрапляє в око. Якщо освітлення яскраве — зіниця звужується, в темряві вона розширюється.
Діаметр змінюється і в результаті емоційних реакцій: за стану страху зіниця розширюється, а за гніву — звужується. Це відбувається рефлекторно: під час збудження симпатичного відділу автономної нервової системи (під час стресу, страху) зіниці розширюються, парасимпатичного відділу (після стресу) — звужуються. Завдяки узгодженій роботі цих відділів встановлюється потрібний діаметр зіниці. Так зіничний рефлекс регулює надходження в око світла і має захисне значення.
У середині судинної оболонки міститься циліарне тіло (війчасте тіло), що складається з війкового м'яза і зв'язок, до яких прикріплюється кришталик.
Власне судинна оболонка — це густа сітка кровоносних судин, які забезпечують безперервне живлення всього ока.

### Внутрішня оболонка
Внутрішня оболонка — сітківка є світлосприймальною. Вона перетворює світлову енергію (подразнення) на нервовий імпульс і здійснює первинну обробку зорового сигналу.

### Кришталик
У порожнині ока міститься ще кришталик і склисте тіло. Кришталик — частина світлозаломлювального апарата ока. Розташований між райдужною оболонкою і склистим тілом, має форму двоопуклої лінзи. Промені світла, що проходять через кришталик, заломлюються.
За норми кришталик прозорий і еластичний, розміщений у тонкій прозорій капсулі, яка переходить по краях у зв'язки, прикріплені до циліарного тіла. Кришталик може змінювати свою форму (кривизну) завдяки тому, що у циліарному тілі є гладенькі м'язи. Під час їхнього скорочення зв'язки натягуються і форма кришталика стає менш опуклою. У разі розслаблення гладеньких м'язів зв'язки також розслаблюються і форма кришталика стає більш опуклою.
Помутніння кришталика спричинює захворювання катаракту. Причиною виникнення катаракти можуть бути порушення обміну речовин, травми, радіоактивне опромінення. Лікування катаракти потребує хірургічного втручання з видаленням помутнілого кришталика та заміною його на штучний. Тепер таке оперативне втручання є безболісним завдяки лазерній хірургії.

### Склисте тіло
Всю порожнину ока (очне яблуко) позаду кришталика заповнює прозора желеподібна маса, як розплавлене скло, звідси й назва склисте тіло (склоподібне тіло). На його передній поверхні знаходиться заглиблення для кришталика, краї якого з'єднуються з капсулою кришталика. Кришталик і склисте тіло пропускають світлові промені всередину ока та заломлюють їх. Склисте тіло підтримує також внутрішньоочний тиск.

### Передня і задня камери ока
Між рогівкою і райдужкою, а також між райдужкою і кришталиком є невеликі простори, які відповідно називають передньою і задньою камерами ока. Вони заповнені вологою, що постачає рогівку і кришталик поживними речовинами, оскільки вони не мають кровоносних судин. Камери сполучаються між собою за допомогою зіниці.

### Допоміжний апарат ока
До допоміжного апарата ока відносять брови, повіки з віями, слізні залози та м'язи ока. Завдяки бровам піт, що стікає з лоба, не потрапляє в очі. Повіки з віями захищають око від пилу, яскравих променів. Повіки мимовільно, періодично, рефлекторно змикаються та розмикаються, рівномірно змочуючи поверхню ока слізною рідиною. Це має захисне значення. Захисні реакції ока ґрунтуються і на мигальному рефлексі, який спрацьовує під час дії подразника (доторкання до вій, раптове різке освітлення). При цьому око рефлекторно примружуються.
Внутрішня частина повіки, а також передній відділ очного яблука вкриті сполучнотканинною оболонкою — кон'юнктивою. Запалення кон'юнктиви спричиняє захворювання — кон'юнктивіт. Його ознаки: постійне виділення сліз, подразливе відчуття різні в очах, почервоніння повік, іноді гнійні виділення. Причини виникнення кон'юнктивіт — порушення правил гігієни, збудники інфекції, алергени.
Слізний апарат складається зі слізної залози, розташованої у верхньому зовнішньому куті орбіти, слізного мішка і носослізного каналу. Слізна залоза виділяє секрет (сльози) — рідину, яка має певний склад (вода та речовини, що мають антимікробну дію). Сльози зволожують, очищують й дезінфікують рогівку ока, збираються в слізному мішку, а їхній надлишок постійно стікає із внутрішнього кута ока по носослізному каналу у носову порожнину.

## Сприйняття зображення предметів
Чітке зображення предметів на сітківці забезпечуються складною унікальною оптичною системою ока. Вона складається з рогівки, рідин передньої і задньої камер, кришталика і склистого тіла. Світлові промені проходять крізь перелічені середовища оптичної системи ока і заломлюються в них згідно із законами оптики. Найсильніше заломлення світла відбувається на рогівці ока, а кришталик завдяки акомодації використовується тільки для фокусування зображення на сітківці ока. Оптична сила людського ока (рогівка-передня камера-кришталик) дорослої людини становить близько 60 діоптрій (оптична система ока має два фокуси внаслідок різних середовищ з обох сторін і фокусна відстань в напрямку до сітківки автоматично фіксується і становить близько 17 мм), а самого кришталика — в середньому тільки 15 діоптрій.
Для чіткого сприйняття предметів необхідно, щоб їхнє зображення завжди фокусувалось у центрі сітківки. Функціонально око пристосоване для розглядання віддалених предметів. Проте, люди можуть чітко розрізняти предмети, розташовані на різній відстані від ока, завдяки здатності кришталика змінювати свою кривизну, а відповідно й заломлювальну силу ока. Здатність ока пристосовуватись до ясного бачення предметів, розташованих на різній відстані, називають акомодацією. Порушення акомодаційної здатності кришталика призводить до порушення гостроти зору та виникнення короткозорості або далекозорості.
Однією з причин розвитку короткозорості є перенапруження війкових м'язів кришталика під час роботи з дуже дрібними предметами, тривалого читання при поганому освітленні, читання в транспорті. Під час читання, писання або іншої роботи предмет треба розміщувати на відстані 30 — 35 см від ока. Занадто яскраве освітлення дуже подразнює фоторецептори сітківки ока. Це також шкодить зору. Світло повинно бути м'яким, не сліпити очі.
Під час писання, малювання, креслення, джерело світла розташовують ліворуч. Важливо, щоб було верхнє освітлення. При тривалому зоровому напружені через кожну годину необхідно робити 10-хвилинні перерви. Слід берегти очі від травм, пилу, інфекції.
Порушення зору, пов'язане з нерівномірним заломленням світла рогівкою чи кришталиком, називають астигматизмом. У разі астигматизму зазвичай знижується гострота зору, зображення нечітке і викривлене. Астигматизм усувається за допомогою окулярів з особливими (циліндричними) скельцями.
Короткозорість — відхилення від нормальної здатності оптичної системи ока заломлювати промені, яке полягає в тому, що зображення предметів, розташованих близько до очей, виникають перед сітківкою. Короткозорість буває природженою і набутою. При природній короткозорості очне яблуко має видовжену форму, тому промені від предметів фокусуються перед сітківкою. Чітко видно предмети, розташовані на близькій відстані, а зображення віддалених предметів нечітке, розпливчасте. Набута короткозорість розвивається при збільшенні кривизни кришталика внаслідок порушення обміну речовин або гігієни зору. Існує спадкова схильність до розвитку короткозорості. Основами ж причинами набутої короткозорості є підвищене зорове навантаження, погане освітлення, нестача вітамінів в їжі, гіподинамія. Для виправлення короткозорості носять окуляри з двоввігнутими лінзами.
Далекозорість — відхилення від нормальної здатності оптичної системи ока заломлювати світлові промені. У разі природженої далекозорості очне яблуко вкорочене. Тому зображення предметів, розташованих близько до очей, виникають позаду сітківки. Здебільшого далекозорість виникає з віком (набута далекозорість) унаслідок зменшення еластичності кришталика. При далекозорості потрібні окуляри з двоопуклими лінзами.

## Сприйняття світла
Ми сприймаємо світло завдяки тому, що його промені проходять через оптичну систему ока. Там збудження обробляється й передається до кори кінцевого мозку. Сітківка — це складна оболонка ока, що містить кілька шарів клітин, різних за формою і функцією.
Перший (зовнішній) шар — пігментний, складається із щільно розташованих епітеліальних клітин, які містять чорний пігмент фусцин. Він поглинає світлові промені, сприяючи чіткішому зображенню предметів. Другий шар — рецепторний, утворений світлочутливими клітинами — зоровими рецепторами — фоторецепторами: колбочками і паличками. Вони сприймають світло і перетворюють його енергію на нервовий імпульс.
У сітківці людини нараховують близько 130 млн паличок і 7 млн колбочок. Розміщені вони нерівномірно: у центрі сітківки розташовані переважно колбочки, далі від центру — колбочки і палички, а на периферії переважають палички.
Колбочки забезпечують сприйняття форми і кольору предмета. Вони малочутливі до світла, збуджуються лише при яскравому освітленні. Найбільше колбочок навколо центральної ямки. Це місце скупчення колбочок називають жовтою плямою. Жовту пляму, особливо її центральну ямку, вважають місцем найкращого бачення. У нормі зображення завжди фокусується оптичною системою ока на жовтій плямі. При цьому предмети, які сприймаються периферичним зором, розрізняються гірше.
Палички мають видовжену форму, колір не розрізняють, але дуже чутливі до світла і тому збуджуються навіть при малому, так званому сутінковому, освітленні. Тому ми можемо бачити навіть у погано освітленій кімнаті або в сутінках, коли контури предметів ледь вирізняються. Завдяки тому, що палички переважають на периферії сітківки, ми здатні бачити «куточком ока», що відбувається навколо нас.
Отже, фоторецептори сприймають світло і перетворюють його енергію на нервовий імпульс, який продовжує свій шлях у сітківці та проходить через третій шар клітин, утворений з'єднанням фоторецепторів із нервовими клітинами, що мають по два відростки (їх називають біполярними). Далі інформація зоровими нервами через середній і проміжний мозок передається до зорових зон кори головного мозку. На нижній поверхні мозку зорові нерви частково перехрещуються, тому частина інформації від правого ока надходить у ліву півкулю і навпаки.
Місце, де зоровий нерв виходить із сітківки, позбавлене фоторецепторів, у ньому світло не сприймається, і називається це місце сліпою плямою. Предмети, зображення яких потрапляє на цю ділянку, ми не бачимо. Площа сліпої плями (в нормі) становить від 2,5 до 6 мм².

## Сприйняття кольору
Багатоколірність сприймається завдяки тому, що колбочки реагують на певний спектр світла ізольовано. Існує три типи колбочок. При ізольованій дії хвиль різної довжини колбочки кожного типу збуджуються неоднаково. Внаслідок цього кожна довжина хвилі сприймається як особливий колір. Колбочки першого типу реагують переважно на червоний колір, другого — на зелений і третього — на синій. Ці кольори називають основними. Наприклад, коли ми дивимося на райдугу, то найпомітнішими для нас є основні кольори (червоний, зелений, синій).
Оптичним змішуванням основних кольорів можна одержати всі кольори та їхні відтінки. Якщо всі три типи колбочок збуджуються водночас і однаково, виникає відчуття білого кольору.
У деяких людей колірний зір порушений. Порушення колірного зору називають дальтонізмом (від прізвища англійського вченого Джона Дальтона, який у 1795 р. уперше описав це явище). Це переважно розлад сприймання червоного і зелених кольорів через відсутність певних типів колбочок у сітківці ока. Люди, які страждають на дальтонізм, не можуть працювати водіями, льотчиками тощо. Дальтонізм не лікується.

## Сприйняття розташування предметів у просторі
Правильна оцінка розташування предметів у просторі та відстані до них досягається окоміром. Його можна поліпшити, як і будь-яку властивість. Окомір особливо важливий для пілотів, водіїв. Підвищення сприйняття предметів досягається завдяки таким характеристикам, як поле зору, кутова швидкість, бінокулярний зір і конвергенція.
Поле зору — це простір, який можна охопити оком при фіксованому стані очного яблука. Полем зору можна охопити значну кількість предметів, їхнє розташування на певній відстані. Проте зображення предметів, які перебувають у полі зору і розташовані ближче, частково накладають на зображення тих, що за ними. З віддаленням предметів від ока зменшуються їхні розміри, рельєфність їхньої форми, різниці тіней на поверхні, насиченість кольорів тощо, аж поки предмет не зникає з поля зору.
У просторі багато предметів рухаються, і ми маємо змогу сприймати не лише їхній рух, а й швидкість руху. Швидкість руху предметів визначають на підставі швидкості переміщення їх по сітківці, так званої кутової швидкості. Кутова швидкість близько розташованих. Наприклад, вагони поїзда, що рухається, проносяться повз спостерігача з великою швидкістю, а літак у небі зникає з поля зору повільно, хоча швидкість його набагато більша від швидкості поїзда. Це тому, що поїзд розташований щодо спостерігача ближче ніж літак. Таким чином, близько розташовані предмети зникають з поля зору раніше, ніж віддалені оскільки їхня кутова швидкість більша. Проте рух предметів, які переміщаються і надзвичайно швидко (куля) і занадто повільно (рух годинникової стрілки), око не сприймає.
Точній оцінці просторового розташування предметів, їхнього руху сприяє також бінокулярний зір (злагоджена робота обох очей). Це дає змогу не тільки сприймати об'ємне зображення предмета, оскільки одночасно охоплюється і ліва, і права частина об'єкта, але й визначити місце розташування у просторі, відстань до нього. Це можна пояснити тим, що коли у корі великого головного мозку об'єднується відчуття від зображень від предметів у лівому і правому оці, в ній відбувається оцінка послідовності розташування предметів, їхньої форми.
Якщо заломлення в лівому і правому оці неоднакове, це призводить до порушення бінокулярного зору (бачення обома очима) — косоокості. Тоді на сітківці виникає різке зображення від одного ока і розпливчасте від іншого. Спричинюється косоокість порушенням іннервації м'язів ока, природженним або набутим зниженням гостроти зору на одне око тощо.
Ще одним із механізмів просторового сприйняття є сходження очей (конвергенція). Осі правого і лівого ока за допомогою окорухового м'яза сходяться на предметі, що розглядається. Чим ближче розташований предмет, тим сильніше скорочуватимуться прямі внутрішні і розтягуватимуться прямі зовнішні м'язи ока. Це дає змогу визначити віддаленість предметів.

## Еволюція і походження ока

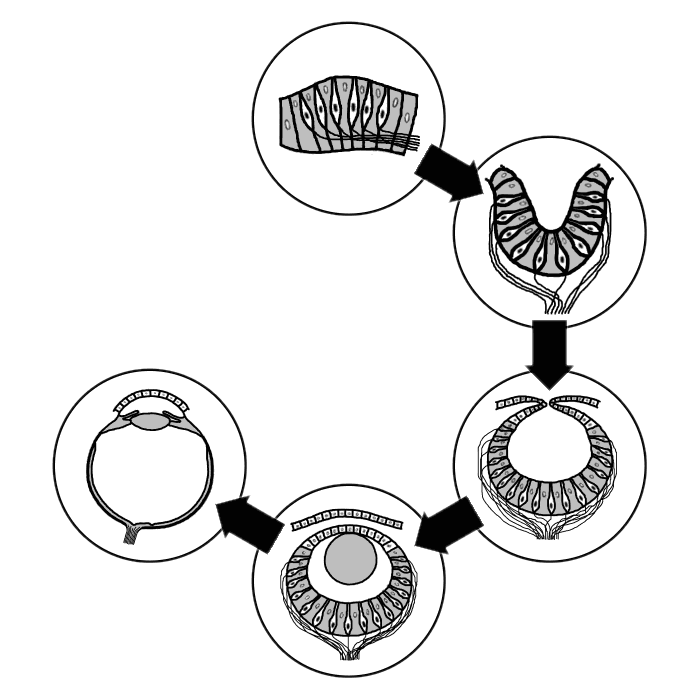
Фази еволюції та ембріогенез у зорового органу: очна пляма — очна ямка — очний келих — очний міхур — очне яблуко.

Навіть найпростіші безхребетні тварини мають здатність до фототропізму завдяки своєму, нехай вкрай недосконалому, зору.
У безхребетних зустрічаються дуже різноманітні за типом будови і зоровим можливостям очі і вічка — одноклітинні і багатоклітинні, прямі та обернені (інвертовані), паренхімні і епітеліальні, прості і складні.
У членистоногих часто присутні декілька простих очей (іноді непарний просте вічко — наприклад, наупліальне око ракоподібних) або пара складних фасеткових очей. Серед членистоногих деякі види мають і прості, і складні очі: так, у ос двоє складних очей і три простих вічка. У скорпіонів 3-6 пар очей (1 пара — головні, або медіальні, решта — бокові), у щитня — 3. В еволюції фасеткові очі відбулися шляхом злиття простих вічок. Близькі за будовою до простого ока очі мечохвостів і скорпіонів, мабуть, виникли зі складних очей трилобітоподібних предків шляхом злиття їх елементів.
Око людини складається з очного яблука і зорового нерва з його оболонками.
У людини і хребетних є по два ока, розташованих в очних впадинах черепа.

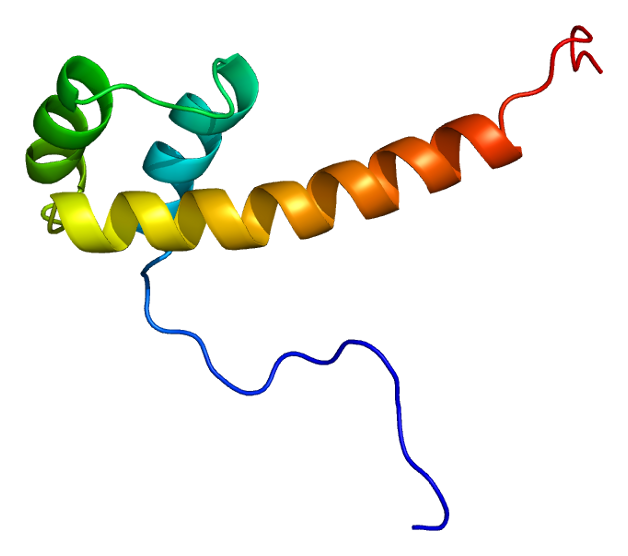
протеїн, що кодується геном Pax6

Ймовірно очі, в усіх видів мають спільне походження. Цей орган виник один раз і незважаючи на різноманітну будову у тварин різних типів має дуже подібний генетичний код керування розвитком ока. У 1994 році швейцарський професор Вальтер Герінг (нім. Walter Gehring) відкрив ген Pax-6 (цей ген належить до класу майстер-генів, себто таких, які керують активністю та роботою інших генів). Цей ген наявний як у Homo Sapiens, так і в багатьох інших видів тварин, зокрема у комах, але в медуз цей ген відсутній. У 2010 році група швейцарських вчених на чолі з В. Ґерінґом, виявила в медуз виду Cladonema radiatum ген Pax-a. Пересадивши даний ген від медузи до мухи дрозофіли, та керуючи його діяльністю вдалося виростити нормальні очі мух в кількох нетипових місцях.
Як встановлено за допомогою методів генетичної трансформації, гени eyeless дрозофіли і Small eye миші, які мають високий ступінь гомології, контролюють розвиток очей: при створенні генноінженерної конструкції, за допомогою якої спричинюється експресія гена миші в різних імагінальних дисках мухи, у мухи з'являлися ектопічні фасеткові очі на ногах, крилах та інших ділянках тіла. В цілому в розвиток очі залучено кілька тисяч генів, проте один-єдиний «пусковий ген» («майстер-ген») здійснює запуск всієї цієї генної мережі. Те, що цей ген зберіг свою функцію у таких далеких груп, як комахи і хребетні, може свідчити про спільне походження очей всіх двобічносиметричних тварин.
За генетичною спорідненістю регуляторів розвитку очей всіх тварин можна поділити на 3 типи: ген Pax-a — тип Гідроїдні, Pax-b — Кубомедузи, Pax-6 — в усіх типів двобічно-симетричних тварин, в тому числі людей. Дослідження швейцарських вчених додало аргументів на користь одноразового виникнення такого органу як око.

## Типи очей
Фоторецепторна здатність знайдена вже в деяких найпростіших істот.
Безхребетні, багато червив і змії, а також двостулкові молюски мають очі найпростішої структури — без кришталика. Серед молюсків тільки головоногі мають складні очі, схожі на очі хребетних.
Око комахи — складене, складається з багатьох окремих фасеток, кожна з яких збирає світло і направляє його до рецептора, щоб створити зоровий образ.
Існує десять різних типів структурної організації світлосприймальних органів. Варто зазначити, що усі схеми захоплення оптичного зображення, які використовуються людиною, — за винятком трансфокатора (варіооб'єктива) та лінзи Френеля — можна знайти у природі. Схеми будови ока можна категоризувати наступним чином:
- «просте око» — з однією увігнутою світлосприймальною поверхнею,
- «складне око» — що складається з декількох окремих лінз, розташованих на спільній опуклій поверхні.[4]

Варто зауважити, що слово «простий» не означає менший рівень складності чи гостроти сприйняття. Насправді обидва типи будови ока можуть бути адаптованими до майже будь-якого середовища проживання чи типу поведінки. Єдине обмеження, що притаманне для даної схеми будови ока, — це роздільна здатність. Структурна організація складних очей не дозволяє їм досягнути роздільної здатності кращої ніж 1°. Також, суперпозиційні очі можуть досягати вищої чутливості ніж апозиційні очі. Саме тому, суперпозиційні очі більше підходять мешканцям середовищ з низьким рівнем освітленості (океанічне дно) або майже повною відсутністю світла (підземні водойми, печери). Очі також природно розділяються на дві групи на основі будови клітин фоторецепторів: фоторецептори можуть бути циліарними (як у хребетних) або рабдомерними. Ці дві групи не є монофілетичними. Так, наприклад, Кнідаріям також притаманні циліарні клітини як «очі», а в деяких аннелід наявні обидва типи фоторецепторних клітин.

## Людське око
Око людини є сферичною структурою (очним яблуком), що знаходиться в кістяній очниці. Світло потрапляє в нього через рогову оболонку і проходить через зіницю, що рухається, у райдужній оболонці ока. Світло фокусується при одночасній дії вигнутої рогівки і кришталика (круглої прозорої структури, що знаходиться за райдужною оболонкою). Миготливі м'язи діють на кришталик, змінюючи його форму, і тому зображення об'єктів, розташованих на різних відстанях, може фокусуватися на сітківці, що знаходиться в задній частині ока і містить світлочутливі клітини (палички і колбочки), з'єднані з мозком зоровим нервом.

### Руховий апарат ока людини
- Так око рухає бічний прямий м'яз, вигляд зверху
- Так око рухає середній прямий м'яз, вигляд зверху
- Так око рухає нижній прямий м'яз, вигляд зверху
- Так око рухає верхній прямий м'яз, вигляд зверху
- Так око рухає верхній косий м'яз, вигляд зверху
- Так око рухає нижній косий м'яз, вигляд зверху
- Вигляд спереду

Цікаво знати, що рогівка добре відновлюється — розрізи ній можна зашивати, і це не порушує зору. Внаслідок деяких хвороб або у деяких людей літнього віку вона мутніє. Так виникає більмо (полуда), до ока не потрапляє світло, і людина сліпне. Операцію пересаджування рогівки (1924) першим у світі запропонував вітчизняний офтальмолог Володимир Петрович Філатов (1875–1956). Він працював в очній клініці при університеті в Одесі (1903–1936), а з 1936 року організував і очолив Одеський інститут очних хвороб, якому й присвоєно ім'я В. П. Філатова.

## Цікаві факти
- Хамелеони можуть дивитися одним оком незалежно від іншого.
- У глибоководної риби Macropinna microstoma очі сховані усередині прозорої голови.
- Слово очі, множина від око, є колишньою двоїною, але з новими закінченнями -ей, -ам, -ах. Закінчення орудного відмінка збереглося від двоїни (очима).